# Lustans Lakejer (musikalbum)
Lustans Lakejer är ett självbetitlat musikalbum från 1981 av den svenska musikgruppen Lustans Lakejer. Det var gruppens debutalbum och släpptes på skivbolaget Stranded Rekords.
Albumet är en av titlarna i boken Tusen svenska klassiker (2009).

## Låtlista
Sida A
1. Begärets dunkla mål
2. Världen utanför
3. Kärlekens nöjen
4. Nyhetens behag
5. De överflödiga

Sida B
1. Ögonblickets spänning
2. En nöjenas natt (på dina drömmars ö)
3. Image fatale
4. Massans sorl

CD-utgåva 2006
1. Begärets dunkla mål
2. Världen utanför
3. Kärlekens nöjen
4. Nyhetens behag
5. De överflödiga
6. Ögonblickets spänning
7. En nöjenas natt (på dina drömmars ö)
8. Image fatale
9. Massans sorl
10. Skuggan av ett tvivel
11. Man med paraply
12. Härifrån till evigheten
13. Se men inte röra

Text och musik av Johan Kinde.

## Medverkande

### Musiker
- Lustans Lakejer
  - Johan Kinde – sång, gitarr
  - Adrian Valery (som ”Adrian”) – gitarr
  - Peter Bergstrandh – elbas
  - Jan Kyhle – klaviatur/sång
  - Urban Sundbaum – trummor
- Gästmusiker:
  - Jan Levander – tenorsaxofon
  - Per Olofson – altsaxofon
  - Niclas Rundqvist – fiol

### Övriga
- Producent: Cox
- Design: Pussy Galore
- Tekniker: Billy G:son
- Fotografer:
  - Tommy, Gomorrah Studios (omslagsbilden; Petra Meyers porträtt)
  - Martin Sjöberg (Porträtt av Lustans Lakejer på baksidan av konvolutet)

### Fotnoter
1. ↑  Gradvall et al 2009, nr. 575